# 川田龍吉
川田 龍吉（かわだ りょうきち、1856年4月18日（安政3年3月14日） - 1951年（昭和26年）2月9日）は、日本の実業家。男爵。「男爵いも」の名称の由来となった人物として知られる。

## 生涯・人物
1856年（安政3年）、土佐藩士川田小一郎（後の日本銀行総裁、男爵）、妻・美津の長男として、土佐郡杓田村（現・高知市元町）に生まれた。英米系医学を教える慶應義塾医学所（後の慶應義塾大学医学部）に入塾するが一年たらずで中退。1877年（明治10年）から7年間、英国スコットランドに留学、グラスゴー大学で船舶機械技術を学ぶ。造船業の盛んな同地で実地修行すると共に、イギリス式の農業にも触れる。
帰国後、三菱製鉄所、日本郵船を経て1893年（明治26年）横浜船渠会社取締役となり、1897年（明治30年）社長に就任する。その前年、父急死のため男爵を継いでいる。1903年（明治36年）社長退任。
この間の1902年（明治35年）、父が明治10年代に開墾した長野県軽井沢町の離山東麓から旧軽井沢にかけての約160万坪の牧場を受け継ぎ、経営を行った。
また同じく横浜船渠在勤当時の1902年（明治35年）、横浜の貿易商会がアメリカから輸入したロコモービル社製蒸気自動車「スタンレー・スチーマー」を購入、自ら通勤などの際に運転した。このことから、龍吉は日本最初のオーナードライバーであるといわれている。この蒸気自動車はその後北海道にも持ち込んで使用され没後は手つかずのままとなっていたが、1970年代後半に復元修理が行われ、復活走行も行っている（1979年にNHK特集『いも男爵と蒸気自動車と』で龍吉を取り上げた際にも、その中のドラマパートで龍吉を演じた愛川欽也が乗車して走行した）。現在は男爵資料館（後述）で保存展示されており、国内に現存する最古の自動車とされる。
1906年（明治39年）、函館船渠会社専務取締役として北海道へ渡る。1908年（明治41年）、欧米からアイリッシュ・コブラーという品種の馬鈴薯を自営の農場に導入し普及を図る。この品種は後に、川田の爵位にちなみ男爵いもの名で知られるようになった。
1911年（明治44年）、函館船渠を退社。余生を北海道農業近代化のためにささげることを決意する。渡島当別（現・北海道北斗市）に山林農地の払い下げを受け農場を建設、最新式の農機具を多数輸入し機械化による農業を試みた。1915年（大正4年）、父から受け継いだ軽井沢の牧場を実業家・野澤源次郎に譲った（牧場はその後野澤により高級別荘地として新たに開発され、現在に至る）。
1951年（昭和26年）、老衰により渡島当別の自宅にて生涯をとじる。享年95。
1978年(昭和58年)、渡島当別の川田農場の跡地に事績や関連資料を展示紹介した男爵資料館を開設。なお同館は建物の老朽化などを理由に、2014年3月より無期限の｢休業｣となった。
2017年9月16日、川田の功績を讃える七飯男爵太鼓創作会の有志でつくる音楽隊「和聲（わせい）アンサンブル・リオ」による初公演が函館市内で開かれる。
2019年、川田の農場があった七飯町に博物館、ショップなどの複合施設「THE DANSHAKU LOUNGE」が開場した。旧男爵資料館の一部展示品を流用する形で、川田の蒸気自動車や使用していた農機具などが展示されている。

## 栄典
- 1908年（明治41年）12月26日 - 従四位[7]
- 1925年（大正14年）1月14日 - 御紋付銀杯[8]
- 1945年（昭和20年）1月15日 - 御紋付木杯御絹[9]